# Distretto di Shekh Ali
Il distretto di Shekh Ali è un distretto dell'Afghanistan appartenente alla provincia del Parvan.